# West Kilbride
West Kilbride (Cille Bhrìghde an Iar in lingua gaelica irlandese) è una località della Scozia, situata nell'area di consiglio di Ayrshire Settentrionale.